# Liste der Monuments historiques in Richardménil
Die Liste der Monuments historiques in Richardménil führt die Monuments historiques in der französischen Gemeinde Richardménil auf.

## Liste der Immobilien
| Bezeichnung | Beschreibung                                   | Standort                  | Kennzeichnung | Schutzstatus | Datum | Bild |
| ----------- | ---------------------------------------------- | ------------------------- | ------------- | ------------ | ----- | ---- |
| Motte       | Standort einer mittelalterlichen Turmhügelburg | westlich des Ortes (Lage) | PA00106448    | Inscrit      | 1991  |      |